# Mahmoud Hamdy
Mahmoud Hamdy Mahmoud Hamouda Attia, bekannt auch als El-Winsh (arabisch محمود حمدي الونش, DMG Maḥmūd Ḥamdī al-Winš; * 1. Juni 1995), ist ein ägyptischer Fußballspieler.

## Karriere

### Verein
Seine Karriere begann er beim Tala’ea El-Gaish SC. Er wechselte zur Saison 2016/17 zum al Zamalek SC, wo er bis heute spielt. Hier gewann er zweimal den ägyptischen Fußballpokal sowie den Supercup und jeweils einmal den CAF Confederation Cup und den CAF Super Cup.

### Nationalmannschaft
Nach Berufungen in die U20 und U23 hatte er seinen ersten Einsatz für die ägyptische Nationalmannschaft am 25. Mai 2018 bei einem 1:1-Freundschaftsspiel gegen Kuwait über die vollen 90 Minuten. Bei der Weltmeisterschaft 2018 war er ohne Einsatz Teil des Kaders, ebenso beim Afrika-Cup 2019.